# Wurokang
Wurokang ist eine Ortschaft im westafrikanischen Staat Gambia.
Nach einer Berechnung für das Jahr 2013 leben dort etwa 540 Einwohner, das Ergebnis der letzten veröffentlichten Volkszählung von 1993 betrug 488.

## Geographie
Wurokang liegt in der Lower River Region im Distrikt Kiang Central an der South Bank Road zwischen Dumbutu und Kwinella. Dumbutu liegt rund 3,8 Kilometer südwestlich und Kwinella rund 2,7 Kilometer nordöstlich.